# Lista da flora do Pantanal
Esta é uma lista de plantas silvestres da vegetação do Pantanal. Está lista está em permanente ampliação.

## Acanthaceae
- Ruellia gemminiflora Kunth
- Ruellia tweediana Griseb.
- Stenandrium pohlii Nees

## Aizoaceae
- Glinus radiatus Rohrb.

## Amaranthaceae
- Achyranthes aspera L.
- Amaranthus lividus ssp. polygonoides L.
- Froelichia procera (Seub.) Pedersen
- Gomphrena elegans var elegans Mart.
- Iresine macrophylla R.E.Fr.
- Pfaffia glomerata (Spreng.) Pedersen

## Amaryllidaceae
- Alstroemeria cf. psittacina Lehm.
- Hippeastrum belladonna L.

## Anacardiaceae
- Anacardium humile A.St.-Hil.
- Astronium fraxinifolium Schott
- Myracrodruon urundeuva M.Allemão
- Schinopsis balansae Engl.
- Spondias lutea L.

## Annonaceae
- Annona coriacea Mart.
- Annona cornifolia A.St.-Hil.
- Annona dioica A.St.-Hil.
- Annona phaeoclados Mart.
- Duguetia furfuracea (A.St.-Hil.) Benth. et Hook.f.
- Rollinia emarginata Schltdl.
- Unonopsis lindmanii R.E.Fr.
- Xylopia aromatica Mart.

## Apocynaceae
- Aspidosperma australe Müll.Arg.
- Aspidosperma cylindrocarpon Müll.Arg.
- Aspidosperma quebracho-blanco Schicht.
- Aspidosperma tomentosum Mart.
- Bonafousia siphilitica (L.f.) L.Allorge
- Forsteronia pubescens A.DC.
- Hancornia speciosa Gomes
- Himatanthus obovatus (Müll.Arg.) Woodson
- Macrosiphonia petraea Kuntze
- Prestonia coalita (Vell.) Woodson
- Rhabdadenia pohlii Müll.Arg.
- Rhodocalyx rotundifolius Müll.Arg.
- Secondatia densiflora A.DC.
- Thevetia bicornuta Müll.Arg.